# Vombisidris lochme
Vombisidris lochme är en myrart som beskrevs av Bolton 1991. Vombisidris lochme ingår i släktet Vombisidris och familjen myror. Inga underarter finns listade i Catalogue of Life.